# Suslic de la Serralada de les Cascades
El suslic de la Serralada de les Cascades (Callospermophilus saturatus) és una espècie de rosegador de la família dels esciúrids. És endèmic de la serralada de les Cascades (Canadà i Estats Units). S'alimenta de fongs, vegetació verda, llavors, fruits petits i carronya. Els seus hàbitats naturals són les rossegueres, les zones de krummholz, els boscos de coníferes tancats, les pinedes i els prats i les estepes d'artemísia adjacents. És una espècie en risc mínim, és a dir, no sembla que hi hagi cap amenaça significativa per a la seva supervivència.